# Носоріг (фільм)
Носоріг (англ. Rhino) — український художній фільм режисера Олега Сенцова знятий у 2021 році у копродукції України, Польщі та Німеччини.
Світова прем'єра фільму відбулася 9 вересня 2021 року у конкурсній програмі Orizzonti / Горизонти 78-го Венеційського кінофестивалю. Українська кінотеатральна прем'єра фільму відбулася 17 лютого 2022 року.

## Синопсис
Історія фільму розгортається у 1990-ті в Україні. Головний герой — бандит на прізвисько «Носоріг» втрапляє у лещата українського кримінального світу 1990-х та починає свій кривавий шлях, що приводить його зовсім не туди, куди він очікував.

## Творча команда
У створенні фільму брала участь така творча команда:
- Другий режисер — Олексій Осадченко
- Генеральні продюсери — Денис Іванов, Олег Сенцов
- Продюсери
  - Україна: Денис Іванов, Олег Сенцов
  - Польща: Даріуш Яблонський, Віолетта Камінська, Ізабела Войчік
  - Німеччина: Хайно Декерт, Тіна Бьорнер
- Оператор-постановник — Богуміл Годфреюв
- Кастинг-директорка — Анастасія Чорна
- Звукоінженер — Патрік Файгель
- Звукооператор — Михайло Ніколаєв
- Художники постановники — Юрій Григорович, Йорн Лахманн
- Художниця з гриму — Світлана Полікашкіна
- Художник з костюмів — Костянтин Кравець
- Режисерка монтажу — Кароліна Мачієвська
- Супервайзер — Майкл Качмарек
- Композитор — Андрій Пономарьов

## У ролях
Головну роль виконав непрофесійний актор Сергій Філімонов. Також у фільмі присутнє камео Олега Скрипки у якості музики на весіллі.
| Актор                       | Роль ориг.       | Зауваги                           |
| --------------------------- | ---------------- | --------------------------------- |
| Сергій Філімонов            | Носоріг          |                                   |
| Євген Черніков              | Чоловік в машині |                                   |
| Євген Григор'єв             | Плюс             |                                   |
| Аліна Зєвакова              | Марина           |                                   |
| Марія Штофа                 | Сестра Носорога  |                                   |
| Ірина Мак                   | Мати Носорога    |                                   |
| Сергій Сміян                | Батько Носорога  |                                   |
| Дмитро Лозовський           | Брат Носорога    |                                   |
| Іван Тамашев                | Середній Носоріг |                                   |
| Дмитро Діма                 | Малий Носоріг    |                                   |
| Олександр Рудинський        | Рудий            |                                   |
| Євген Світличний            | Карась           | Загинув 19 липня 2023 на війні    |
| Сергій Майдебура            | М'ясо            |                                   |
| Владислав Дердуга           | Череп            |                                   |
| Георгій Поволоцький         | Туча             |                                   |
| Віталій Тютенко             | Чіча             |                                   |
| Володимир «Адольфич» Шамрай | Батя             |                                   |
| Олег Скрипка                | камео            | епізодична роль музики на весіллі |
| Тарас Гох                   | бригадир         |                                   |

## Кошторис
У 2012 році проєкт фільму «Носоріг» виграв на 3-му пітчингу Держкіно; державне фінансування склало ₴3,9 млн грн — 50 % відсотків від загального заявленого тоді кошторису фільму у ₴8,1 млн грн. У 2012 році проєкт фільму «Носоріг» також став переможцем продюсерського пітчингу компанії UDP на Одеському міжнародному кінофестивалі та отримав грант розміром в ₴25 тисяч гривень. Згодом у 2013 році проєкт фільму «Носоріг» також отримав грант німецького кінофонду Medienboard Berlin-Brandenburg на суму у ₴3.2 млн грн (€100.0 тис. EUR).
Однак через незаконне ув'язнення режисера стрічки Олега Сенцова в Росії у 2014—2019 роках, виробництво фільму розпочалося лише у 2019 році. Відповідно у липні 2020 року за результатами 3-го пітчингу Держкіно Рада з державної підтримки кінематографії ухвалила рішення щодо підтримки проєкту фільму: кінцеве фінансування Держкіно склало ₴25.0 млн; це 50 % відсотків від загального заявленого кошторису фільму у ₴50.0 млн грн (€1.6 млн EUR): кошторис фільму зріс через зміну економічної ситуації між 2013 та 2019 роками. Схоже рішення прийняло й керівництво німецького кінофонду Medienboard Berlin-Brandenburg, яке у 2020 році підвищило остаточну підтримку проєкту на рівні у ₴4.8 млн грн (€150.0 тис. EUR).
Загалом створення фільму було фінансово підтримано різними державними інституціями на ₴46.0 млн грн (€1.45 млн EUR) тобто десь 92% від загального кошторису у ₴50.0 млн грн (€1.6 млн EUR): а саме Держкіном на суму у ₴25.0 млн грн (€800.0 тис. EUR), кінофондом Ради Європи Єврімаж на суму у ₴8.6 млн грн (€270.0 тис. EUR), Польським кіноінститутом на суму у ₴7.5 млн грн (€232.6 тис. EUR / zł1 млн PLN) та німецьким кінофондом Medienboard Berlin-Brandenburg на суму у ₴4.8 млн грн (€150.0 тис. EUR)..
На просування стрічки на Венеційському кінофестивалі Держкіно у вересні 2021 року виділило компанії-виробнику стрічки CryCinema ₴260 тис. грн.

## Виробництво
Фільм створений у копродукції України, Польщі та Німеччини. Українську сторону виробництва представляють продюсери Денис Іванов (компанія «Артхаус Трафік») та Олег Сенцов (компанія «Cry Cinema»). Польські продюсери — Даріуш Яблонський, Віолетта Камінська, Ізабела Войчік (компанія Apple Film Production), німецькі продюсери — Хайно Деккерт, Тіна Бьорнер (компанія Ma.ja.de).

### Передвиробництво
У 2012 році проєкт фільму «Носоріг» вже був представлений на індустрійній платформі Міжнародного кінофестивалю в Софії, де проєкт отримав нагороди за Найкращі проєкт і пітчинг. Проте роботу над картиною було призупинено через незаконний арешт режисера стрічки Олега Сенцова російськими спецслужбами у 2014 році та подальше його ув'язнення. Після звільнення режисера у 2019 році роботу над проєктом було відновлено.

### Фільмування
Фільмування стрічки «Носоріг» проходило в Кривому Розі, Львові, Києві та Запоріжжі й завершилося в грудні 2020 року.

### Саундтрек
У першому міжнародному трейлері стрічки, який було оприлюднено 7 вересня 2021 року, була використана англійськомовна пісня It's My Life шведського співака Dr. Alban. У самому фільмі "Носоріг" лунають кілька російськомовних пісень, серед яких "Якщо з товаришем вирушив в дорогу" (рос. Если с другом вышел в путь) Володимира Шаїнського, "Сита свиня" (рос. Сытая Свинья) Агати Крісті тощо; у коментарі журналісту UA:Культура Лук'яну Галкіну Сенцов зазначав, що йому було важко взяти у фільм російську пісню "Сита свиня" через антиукраїнську позицію окремих учасників гурту Агата Крісті, однак врешті-решт він таки залишив її, оскільки саме ця пісня найкраще підходила для відповідного епізоду.

## Реліз

### Маркетингова кампанія
6 вересня 2021 року видання cineuropa.org представило перший офіційний постер стрічки. Згодом 7 вересня 2021 року видання Deadline представило перший офіційний трейлер стрічки. Примітно, що у трейлері була використана пісня It's My Life шведського співака Dr. Alban; Dr. Alban став скандально відомим в Україні наприкінці 2019 року, коли він потрапив у скандал після того, як стало відомо, що він у 2017 році незаконно відвідував малу батьківщину Сенцова — окупований Росією Крим. 10 вересня 2021 року фестивальна газета Venezia Daily News надрукувала коротенький огляд фільму, де, окрім іншого, згадувався коротенький життєпис Сенцова та те, що з 2015 по 2019 рік він був незаконно ув'язнений Росією.
Згодом 13 вересня 2021 року стрічку було представлено у позаконкурсному індустріальному показі Market Screening 46-го Торонтського кінофестивалю.

### Кінофестивальний реліз
У липні 2021 року стало відомо, що міжнародним дистриб'ютором стрічки стала компанія WestEnd Films. У липні 2021 року також стало відомо, що українським дистриб'ютором стрічки стала компанія Артхаус Трафік.
Світова кінофестивальна прем'єра стрічки відбулася 9 вересня 2021 року у конкурсній програмі Orizzonti / Горизонти 78-го Венеційського кінофестивалю. Окрім фізичного перегляду стрічки, починаючи з 10 вересня 2021 року, кіномани з усієї Італії (але не за її межами) також мали змогу переглянути стрічку 10-15 вересня 2021 року онлайн по vod-технології за участю партнера фестивалю mymovies.it.
Згодом 20 вересня 2021 року фільм було представлено серед 9 стрічок відібраних на конкурсну програму International Competition - Feature Films на 16-му Batumi International Art-house Film Festival 2021 що проходив 18-24 вересня 2021 року; на цьому фестивалі актор Сергій Філімонов переміг у номінації "найкращий актор". Пізніше фільм також було представлено на кількох різнопланових міжнародних та українських кінофестивалях. Так, 10 жовтня 2021 року фільм було представлено у міжнародному конкурсі 37-го Варшавського міжнародного кінофестивалю. А згодом у жовтні 2021 року фільм було представлено у позаконкурсній програмі "Фокус Україна-Канада" 5-го Київського тижня критики, що проходив з 21 до 27 жовтня 2021 року.
17 листопада 2021 фільм здобув нагороду за найкращий художній фільм на Стокгольмському міжнародному кінофестивалі, а виконавець головної ролі лідер організації «Гонор» Сергій Філімонов був визнаний найкращим виконавцем головної ролі. 

### Кінопрокатний реліз
Українська кінотеатральна прем'єра фільму запланована на 17 лютого 2022 року, у стрімінгу Netflix фільм з'явиться вже цієї весни.
7 лютого 2022 року ЗМІ повідомили, що Netflix отримав права на показ фільму «Носоріг» українського режисера Олега Сенцова.

## Відгуки кінокритиків
Західні кінокритики після прем'єри стрічки у Венеції у вересні 2021 року у переважній більшості прихильно відгукнулися про стрічку.

## Нагороди та номінації
| Список нагород та номінацій | Список нагород та номінацій                     | Список нагород та номінацій          | Список нагород та номінацій | Список нагород та номінацій | Список нагород та номінацій |
| Рік                         | Кінофестиваль/Кінопремія                        | Категорія                            | Номінант(и)                 | Результат                   | Дж                          |
| --------------------------- | ----------------------------------------------- | ------------------------------------ | --------------------------- | --------------------------- | --------------------------- |
| 2021                        | Венеційський кінофестиваль                      | Orizzonti / Горизонти                | Олег Сенцов                 | Номінація                   | [ 4 ]                       |
| 2021                        | Міжнародний фестиваль артхаусного кіно в Батумі | Найкращий міжнародний фільм          | Носоріг                     | Номінація                   | [ 49 ]                      |
| 2021                        | Міжнародний фестиваль артхаусного кіно в Батумі | Найкращий актор                      | Сергій Філімонов            | Перемога                    | [ 49 ]                      |
| 2021                        | Варшавський міжнародний кінофестиваль           | Найкращий міжнародний фільм          | Носоріг                     | Номінація                   | [ 51 ]                      |
| 2021                        | Міжнародний кінофестиваль у Салоніках           | Open Horizons                        |                             | Поза конкурсом              |                             |
| 2021                        | CPH PIX                                         | The Wild Side                        |                             | Поза конкурсом              |                             |
| 2021                        | Стокгольмський міжнародний кінофестиваль        | Найкращий міжнародний фільм          | Носоріг                     | Перемога                    | [ 55 ]                      |
| 2021                        | Стокгольмський міжнародний кінофестиваль        | Найкращий актор                      | Сергій Філімонов            | Перемога                    | [ 55 ]                      |
| 2021                        | Індійський міжнародний кінофестиваль            | Міжнародна панорама                  |                             | Поза конкурсом              |                             |
| 2021                        | Кінофестиваль Les Arcs                          | Playtime                             |                             | Поза конкурсом              |                             |
| 2021                        | Міжнародний кінофестиваль в Улсані              | UIFF Прем'єри                        |                             | Поза конкурсом              |                             |
| 2022                        | Міжнародний кінофестиваль в Софії               | Спеціальний показ                    |                             | Поза конкурсом              |                             |
| 2022                        | Кінофестиваль «Золотий кінь» у Тайбеї           | Фентезі року                         |                             | Поза конкурсом              |                             |
| 2022                        | Стамбульський міжнародний кінофестиваль         | Найкращий міжнародний фільм          | Носоріг                     | Номінація                   |                             |
| 2022                        | Кінофестиваль D’A в Барселоні                   | Transicions                          |                             | Поза конкурсом              |                             |
| 2022                        | Європейський кінофестиваль                      | Спеціальна програма Фокус «Україна»  |                             | Поза конкурсом              |                             |
| 2022                        | Міжнародний кінофестиваль «Трансільванія»       | TIFF для України                     |                             | Поза конкурсом              |                             |
| 2022                        | Любуське кіноліто у Лаґуві                      | Найкращий фільм                      | Носоріг                     | Перемога                    |                             |
| 2022                        | Егейський кінофестиваль                         | Програма повнометражних фільмів      |                             | Поза конкурсом              |                             |
| 2022                        | Мотовунський кінофестиваль                      | Найкращий фільм                      | Носоріг                     | Номінація                   |                             |
| 2022                        | Кінофестиваль «Атлантида» на Майорці            | Найкращий фільм                      | Носоріг                     | Номінація                   |                             |
| 2023                        | Золота дзиґа                                    | Найкращий фільм                      | Олег Сенцов                 | Номінація                   |                             |
| 2023                        | Золота дзиґа                                    | Найкращий режисер                    | Олег Сенцов                 | Номінація                   |                             |
| 2023                        | Золота дзиґа                                    | Найкраща чоловіча роль               | Сергій Філімонов            | Перемога                    |                             |
| 2023                        | Золота дзиґа                                    | Найкраща чоловіча роль другого плану | Євген Григор'єв             | Номінація                   |                             |
| 2023                        | Золота дзиґа                                    | Найкраща жіноча роль другого плану   | Марія Штофа                 | Номінація                   |                             |
| 2023                        | Золота дзиґа                                    | Найкращий сценарій                   | Олег Сенцов                 | Номінація                   |                             |
| 2023                        | Золота дзиґа                                    | Найкращий дизайн костюмів            | Костянтин Кравець           | Номінація                   |                             |
| 2023                        | Золота дзиґа                                    | Найкращий грим                       | Світлана Полікашкіна        | Номінація                   |                             |
| 2023                        | Золота дзиґа                                    | Найкращі візуальні ефекти            | Олексій Москаленко          | Номінація                   |                             |